# 수레 (장덕의 노래)
<수레>는 대한민국의 여성 싱어송라이터 장덕에 의해 작사 · 작곡된 곡이다. 장덕의 여섯번째 정규 음반 《예정된 시간을 위해》의 A면 4번 트랙으로 발표되었다. 

## 가사
시대를 초월하여 공감할 수 있는 철학적인 가사가 인상적인 곡으로 인간 관계에서 겪게 되는 오해, 대립, 갈등 등 소통의 어려움과 이를 풀어나갈 수 있는 인간에 대한 정, 동료적 인간애에 관하여 표현하고 있다. <수레>라는 제목은 인생사를 뜻하는 것이다. 수레의 사전적 의미는 바퀴를 달아서 굴러가게 만든 기구이지만, 돌고 돌으며 수렁에 빠지기도 하고 수많은 굴곡을 만나며 오르막길과 내리막길을 헤쳐나가는 수레의 수레 바퀴는 돌고 도는 사람의 인생사와 마찬가지이기 때문이다.